# Antígona (Sòfocles)

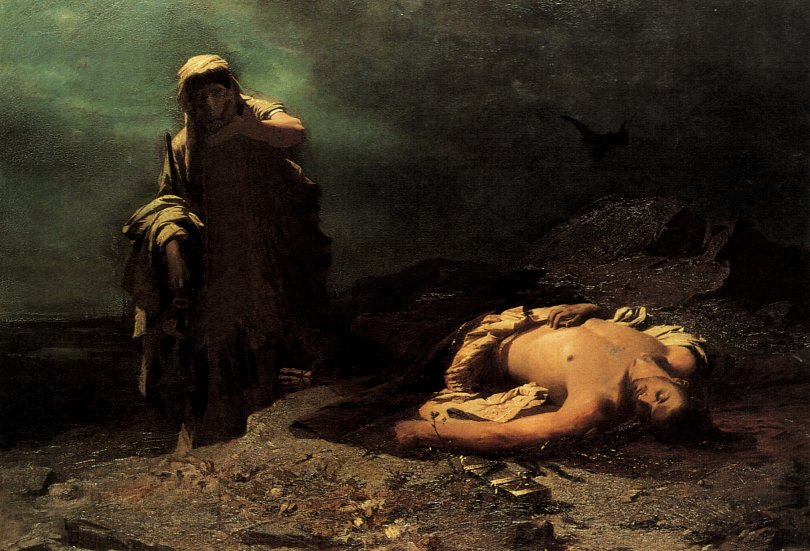
Antígona davant el cadàver de Polinices (Nikiforos Lytras, 1865)

Antígona (del grec: Ἀντι- 'en contra de' i γόνος 'raça, societat') és una tragèdia del dramaturg atenès Sòfocles, escrita, segons els estudiosos, cap al 442 aC. Antígona va ser traduïda al català per Carles Riba, i va ser publicada el 1977 en el primer volum de les obres de Sòfocles editades per Clàssics Curial.

## Antecedents
L'obra conté unes nocions que eren compartides pels antics grecs (i que s'inclouen, majoritàriament, en l'Èdip rei sofocleu i Els set contra Tebes d'Èsquil): Èdip es casà amb la seva mare, Iocasta, després de matar el seu pare, Laios, i, havent estat proclamat rei de Tebes, engendrà quatre fills: Etèocles, Polinices, Antígona i Ismene. Quan es descobreix l'entramat (és l'argument de l'Èdip rei) Iocasta se suïcida i Èdip es treu els ulls per a després partir a l'exili amb les seves filles (els seus fills, que es neguen a acompanyar-lo, són maleïts pel pare a morir l'un en mans de l'altre). Com que el tron de Tebes havia quedat vacant, Etèocles i Polinices decideixen alternar-se el poder, però quan arribà el torn de Polinices, Etèocles es negà a cedir-li el ceptre. L'ofès se'n va a Argos i, ajudat des d'allà, ataca la ciutat natal amb un exèrcit comandat per set cabdills. Tebes resistí victoriosa, però els dos germans moren un per l'arma de l'altre (argument d'Els set contra Tebes).

## Obra

### Dramatis personae
Personatges, per ordre d'aparició: Antígona, Ismene, Creont, Hemó, Tirèsias, Eurídice, Guardià, Missatger de Palau, Corifeu, Cor de vells tebans.
Personatges muts: guàrdies, poble.

### Escenes

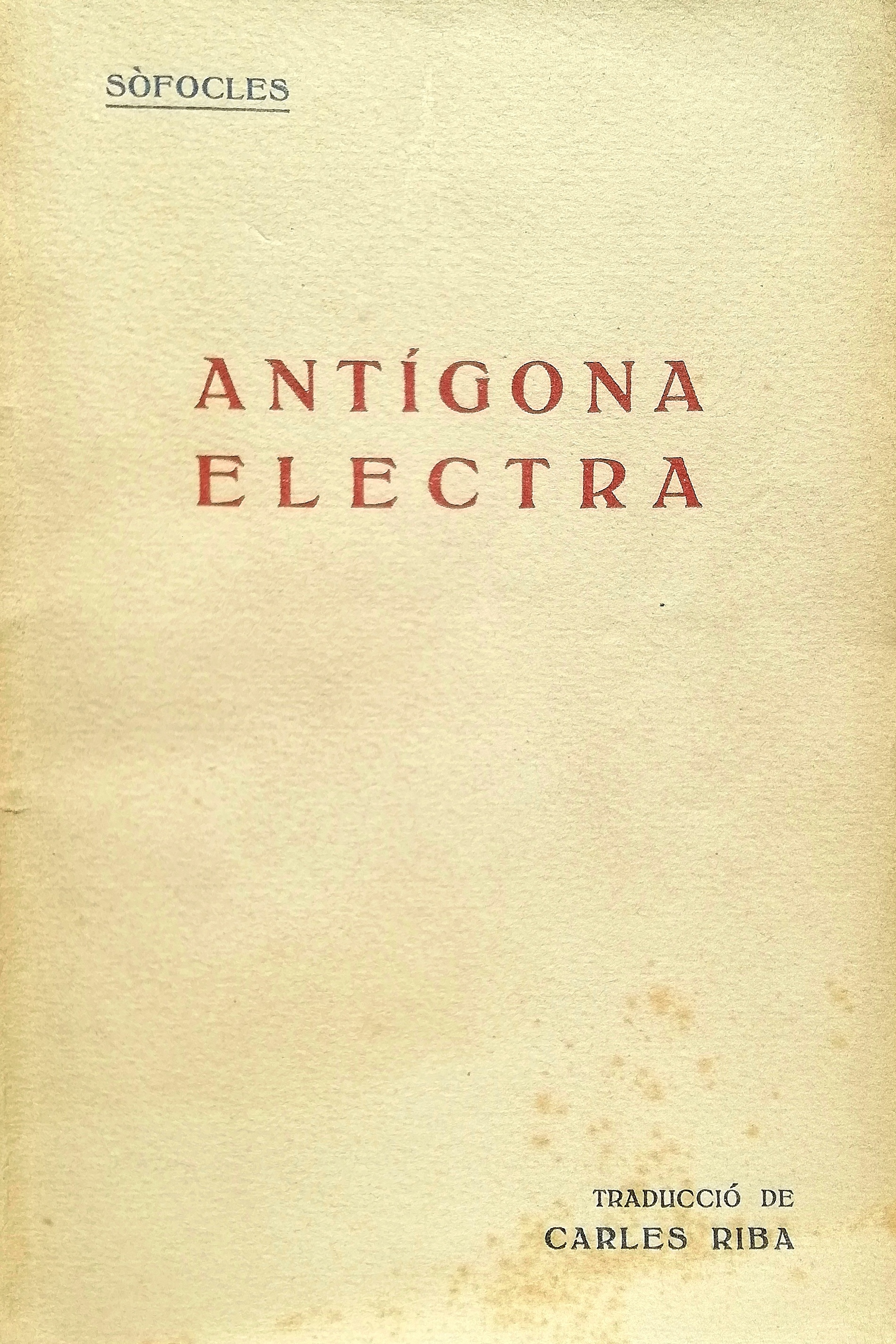
Antígona (i al mateix llibre també l'obra Electra) en la traducció catalana publicada a Barcelona l'any 1920 per Editorial Catalana

- Antígona (i al mateix llibre també l'obra Electra) en la traducció catalana publicada a Barcelona l'any 1920 per Editorial Catalana Pròleg: apareixen en escena Antígona i la seva germana Ismene. La primera assegura estar resolta a enterrar Polinices tot i la prohibició de Creont (el seu oncle, que havia assumit el poder), que el considera un enemic per haver atacat la ciutat (i que, en canvi, sí que enterra amb honors Etèocles). Ismene, temorosa, no la vol acompanyar.

- Pàrode: entra el cor (el Consell de Savis) i fa una oda al Sol, a la vegada que celebra la victòria tebana.

- Episodi I: Creont es presenta davant el Consell de Vells i explica el seu "programa". La pàtria està per damunt de temors i amics, per això ha manat enterrar Etèocles i deixar Polinices per als gossos i els ocells. En aquestes, arriba el guardià per fer-li saber que algú ha fet les honres fúnebres a Polinices i el rei li diu que, si no li'n presenta el culpable, ell serà castigat (perquè el creu còmplice subornat). En l'estàsim, el cor fa una oda a l'ésser humà, però avisa de les desgràcies d'aquell que no ajusti les lleis terrenals amb les dels déus.

- Episodi II: arriba el guardià, que ha sorprès Antígona tornant a fer els honors funeraris (cobrir el cos de terra i realitzar tres libacions) al seu germà netejat. Ella no ho nega i diu a Creont que segueix les lleis divines i no les de cap humà. Nega a sa germana que l'acompanyi en el càstig que rebrà. En l'estàsim, el cor fa una oda al desastre dels labdàcides i de qui confon bé i mal.

- Episodi III: arriba Hemó (fill de Creont i promès d'Antígona) i, després de dir al pare que està a favor seu (aquest se'n congratula i elogia la disciplina enfront de l'anarquia), defensa que canviï de criteri adaptant-se a la voluntat del poble (democràcia) i a les lleis divines. Tanmateix, Creont no l'escolta. En l'estàsim, es fa una oda a l'amor; el cor al final es decanta per Antígona.

- Episodi IV: Antígona és portada a la tomba, i ella es lamenta de sofrir tal càstig a causa d'haver estat justa, sense amics i sense conèixer el matrimoni. L'estàsim és una oda a la gent que patí mal final, tot i ser de noble ascendència, com Dànae, Driant o els fills de Tideu.

- Episodi V: l'endeví Tirèsias fa saber a Creont que la ciutat serà maleïda pels déus si no canvia la seva decisió. Aquest s'hi resisteix, però quan l'endeví l'adverteix que pagarà amb la mort del seu fill la mort d'Antígona, es posa a disposició del Consell de Vells. Aquest li diu que alliberi la jove i enterri el mort. En l'estàsim hi ha una oda i una invocació a Dionís.

- Èxode: ve un missatger a informar que Hemó és mort. Eurídice (sa mare), que sent parlar de desgràcies familiars, surt del palau i demana què ha passat: resulta que Hemó, havent vist Antígona penjada a la cova amb un tros del seu vestit, intenta matar son pare i fracassa, però just després se suïcida clavant-se l'espasa. Després de sentir això, Eurídice també se suïcida. Quan Creont arriba amb el fill al braç i sap la sort de l'esposa, es lamenta en adonar-se que cap humà no pot oposar la seva voluntat a la dels déus.

## Debat intern de l'obra
El debat intern de l'obra ve marcat per la idea que tenia Sòfocles sobre la religiositat. La visió del destí i la preponderància de les lleis divines envers les lleis terrenals marquen el rumb de l'obra. Creont considera que té autoritat suficient per dictar unes lleis de la terra malgrat que transgredeixin les lleis divines, deixant així sense enterrar el cos de Polinices. Antígona veu en aquesta acció una clara pecta d'hybris i per això intentarà impedir aquest sacrilegi. Antígona també prefereix posar per davant el seu destí diví que el seu destí terrenal. Només d'aquesta manera es pot justificar l'acceptació de la mort abans que retractar-se de les seves accions. Això no obstant, Creont té una ceguesa de l'esperit (en grec até) que no li permet veure que s'està condemnant a si mateix davant els déus i que haurà de respondre al més enllà pels seus actes. Aquesta dualitat entre llei terrenal i llei divina permet identificar molt bé quina era la visió de l'autor respecte a aquest assumpte.